# Trematodon asanoi
Trematodon asanoi là một loài rêu trong họ Bruchiaceae. Loài này được Tuzibe mô tả khoa học đầu tiên năm 1947.